# Pennsylvania
La Pennsylvania (AFI: [ˌpensilˈvanja] o [ˌpensilˈvɛnja]; in inglese [ˌpɛnsɪlˈveɪniə] o [ˌpɛnsɪlˈveɪnjə]), ufficialmente Commonwealth di Pennsylvania, in italiano anche Pensilvania, sigla PA, è tra i 50 stati il secondo Stato federato degli Stati Uniti d'America, nonché uno dei quattro Commonwealth della federazione. Lo stato è situato nel nord-est degli Stati Uniti, tra la regione dei Grandi laghi e l'oceano Atlantico. Confina a nord con lo Stato di New York e con il Lago Erie, a est con New Jersey e Delaware, a sud con Maryland e Virginia Occidentale, a ovest con l'Ohio. La capitale è la cittadina di Harrisburg.
Il soprannome Keystone State (letteralmente "Stato Chiave di volta"), diffuso fin dal primo Ottocento, deriva sia dalla posizione centrale dello Stato (rispetto alle 13 colonie che originariamente formarono gli Stati Uniti), sia dalla sua importanza politica (molti importanti documenti, inclusa la Dichiarazione di Indipendenza, furono firmati in Pennsylvania) ed economica (sia in campo industriale che agricolo).

## Geografia fisica

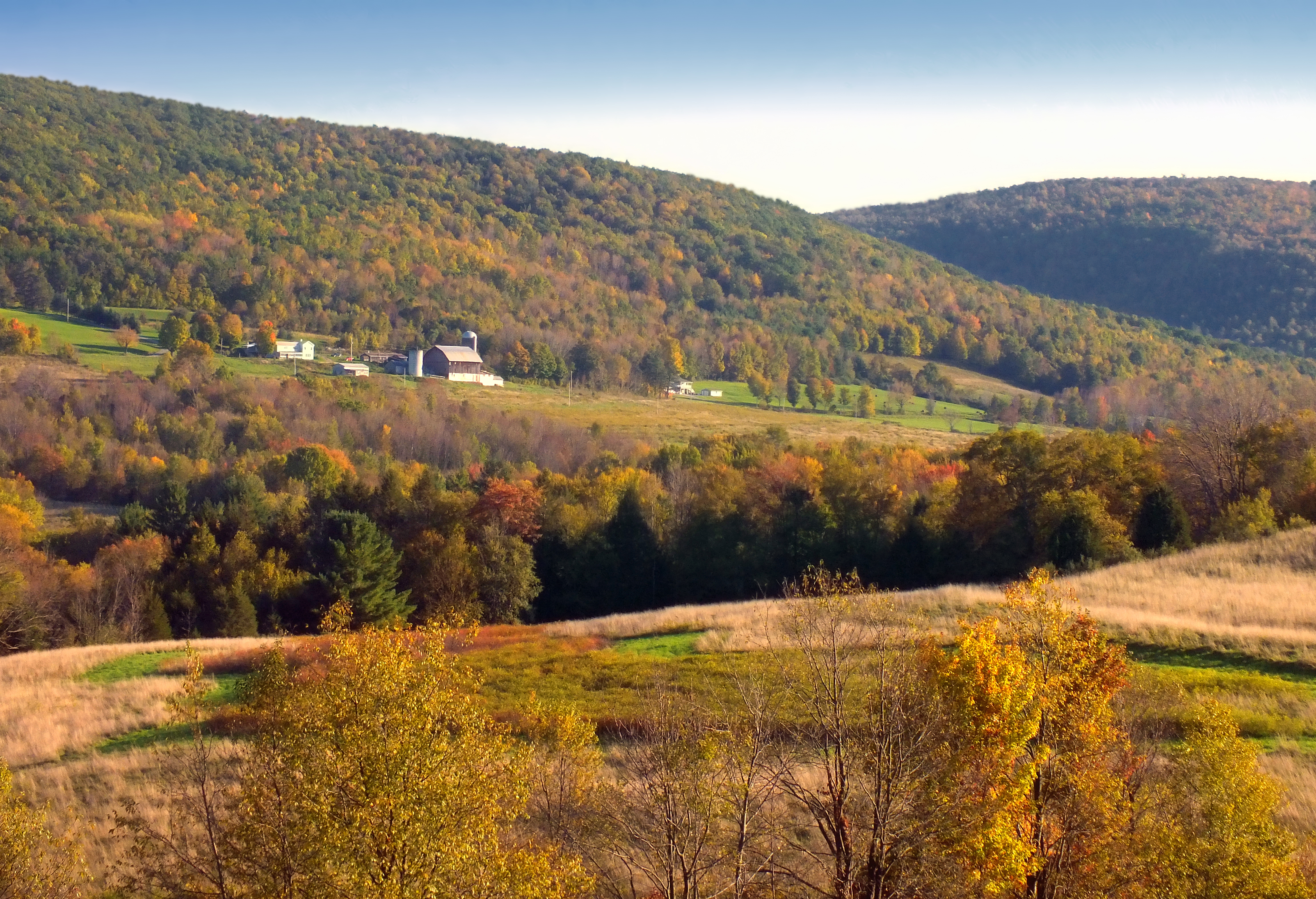
Autunno a North Branch Township, Contea di Wyoming

La Pennsylvania ha una forma molto simile a quella di un rettangolo di 260 km (in direzione nord-sud) per 450 km (in direzione est-ovest); infatti i suoi confini sono per larga parte artificiali essendo delle semplici linee rette tracciate sulla carta geografica: fanno eccezione l'"angolo" nord-occidentale (costa del lago Erie) e tutto il confine orientale (segnato dal fiume Delaware). La superficie è di 119283 km², di cui 3208 km² (2,7%) sono costituiti da acque interne. La massima elevazione (Monte Davis) è di 979 m s.l.m., mentre la minima si trova sulle rive del fiume Delaware, che sono praticamente al livello del mare stesso.

### Territorio
Per quanto non molto elevati, i monti Appalachi costituiscono la più importante caratteristica fisica della Pennsylvania, attraversandola in diagonale, da sud-ovest a nord-est. Sul loro versante sud-orientale si trova una regione di colline molto dolci e di pianure alluvionali.
Invece sul versante nord occidentale si trova l'altopiano degli Allegani; questo altopiano è percorso da numerose vallate, tanto da sembrare montagnoso esso stesso. Esso giace su uno strato sedimentario, e nel suo sottosuolo sono presenti carbone, gas naturale e petrolio (tanto che il primo pozzo di petrolio al mondo fu costruito nel 1859 in Pennsylvania, vicino a Titusville).
Questo altopiano prosegue a nord entro lo Stato di New York, mentre ad ovest declina progressivamente, trasformandosi nelle pianure che caratterizzano l'Ohio e gli altri stati del Midwest.

### Idrografia
Lo spartiacque degli Appalachi attraversa completamente la Pennsylvania e la suddivide in due distinte zone idrografiche: le acque della regione a sud-est delle montagne fluiscono direttamente nell'Oceano Atlantico, formando i fiumi Delaware (al confine con il New Jersey) e Susquehanna, o finendo come tributari del Potomac.
Invece (fatta eccezione per alcuni piccoli corsi d'acqua che fluiscono in direzione del lago Erie, e quindi del golfo del San Lorenzo, nell'Atlantico settentrionale) le acque che cadono a nord-ovest degli Appalachi vengono raccolte dai fiumi Allegheny e Monongahela, che a Pittsburgh si uniscono a formare il fiume Ohio, uno dei principali affluenti del Mississippi, che sfocia nel Golfo del Messico.

### Clima
Secondo la classificazione dei climi di Köppen la Pennsylvania appartiene alla fascia climatica Dfa e Dfb ossia ai climi freddi delle medie latitudini (la temperatura media del mese più freddo è inferiore ai −3 °C), senza periodo secco e quindi con precipitazioni distribuite in tutti i mesi e con estate molto calda (lettera "a", cioè con temperatura media del mese più caldo superiore ai 22 °C), o estate calda (lettera "b", cioè con valori medi sotto i 22 °C nel mese più caldo). Il clima quindi è fortemente continentale, con inverni freddi e nevosi e stagioni estive calde e temporalesche.
In genere nel periodo fra dicembre e marzo le temperature minime restano sotto lo zero su gran parte dello Stato. In questi mesi la Pennsylvania (assieme a tutta la costa nord-orientale degli Stati Uniti ed a parti del Canada) è soggetta a vere e proprie tempeste di neve e vento (i cosiddetti blizzard), che fanno precipitare le temperature a livelli molto inferiori allo zero, inusuali per queste latitudini, ammantando le città sotto un metro o più di neve.
In generale la zona occidentale dello Stato ha inverni più rigidi ed estati più calde di quella orientale, che risente dell'effetto mitigatore dell'Oceano (tale effetto è però piuttosto debole, poiché le acque di quella parte dell'Atlantico sono per la latitudine relativamente fredde ed inoltre le correnti marine ed atmosferiche non vanno in direzione della costa).
Anche in Pennsylvania, come in gran parte degli USA si possono formare dei tornado, ma con frequenza molto inferiore a quella delle parti più meridionali o più interne del Paese: questi fenomeni avvengono quando masse d'aria di diversa temperatura (fredda dal Canada e calda dal Sud) si incontrano provocando anche violenti temporali accompagnati da intense grandinate. Anche gli uragani possono colpire la Pennsylvania, ma di nuovo essa è molto meno esposta degli Stati della costa sud-orientale degli USA (oltre che dei Paesi che si affacciano sul Golfo del Messico e sul Mar dei Caraibi) ed i rari uragani che la raggiungono sono relativamente deboli.
Mediamente le precipitazioni totali annue si attestano sui 1000-1100 mm.

## Origini del nome
Il nome Pennsylvania (che significa boschi di Penn) fu scelto dal quacchero inglese William Penn, che ne fu il fondatore: egli voleva onorare il padre e indicare la natura boscosa del territorio.

## Storia

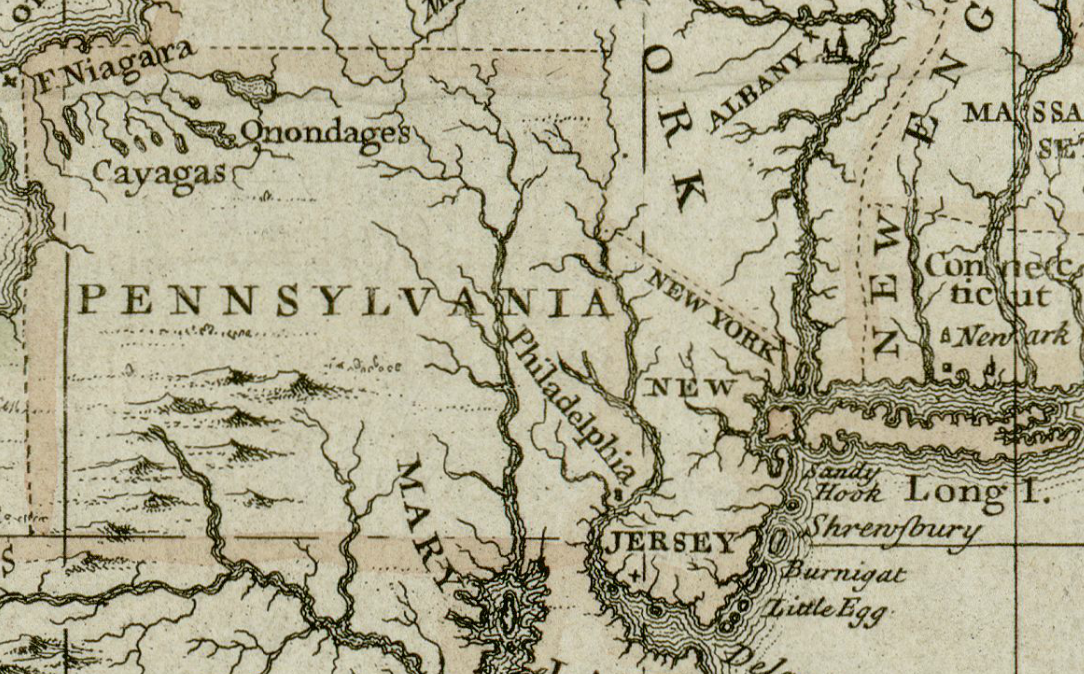
Mappa britannica della Pennsylvania nel 1680

Prima dell'arrivo degli europei la Pennsylvania era abitata dalle tribù dei Delaware, dei Susquehanna, degli Irochesi, degli Eriez e degli Shawnee.
Nel 1643 alcuni coloni svedesi si stanziarono nella parte sud-orientale dello Stato, ma il controllo passò rapidamente prima agli olandesi e poi agli inglesi. Nel 1681 il re Carlo II d'Inghilterra concesse a William Penn l'autorizzazione a colonizzare una regione comprendente l'attuale Pennsylvania e parte degli attuali Stati circostanti (in particolare tutto il Delaware). Penn vi fondò la provincia della Pennsylvania, appunto, che doveva fungere da rifugio per i suoi correligionari quaccheri; in quell'anno fu fondata anche la città di Filadelfia, che ne è il centro più importante (per quanto la capitale dello Stato sia ora la cittadina di Harrisburg).
Fra il 1704 ed il 1710 le tre contee meridionali di New Castle, Kent e Sussex si separarono dalla Pennsylvania, formando la colonia del Delaware.
La colonia accolse numerosi immigrati, spesso da paesi del nord Europa o dalla Germania e prosperò rapidamente, tanto che alla fine del XVIII secolo Filadelfia era per popolazione la seconda città di lingua inglese al mondo (dopo Londra).
La famiglia Penn conservò diritti di "proprietà" sulla Pennsylvania anche dopo la morte di William Penn (1718), cosa che fu all'origine di dispute di ordine fiscale e religioso fra i discendenti di Penn (che avevano abbandonato la religione quacchera) ed i coloni; in particolare i coloni (fra cui Benjamin Franklin) chiedevano che la colonia passasse sotto il governo diretto della Corona britannica. La questione fu risolta solo con l'indipendenza degli Stati Uniti.
Pennsylvania e Delaware sono fra le 13 colonie che si ribellarono agli inglesi durante la lotta anticoloniale: la Dichiarazione di Indipendenza fu redatta a Filadelfia nel 1776; durante la guerra lo Stato fu teatro di importanti eventi bellici (in particolare la ritirata a Valley Forge dell'esercito guidato da George Washington).
Al termine della guerra la costituzione statunitense venne scritta a Filadelfia: la Pennsylvania fu il secondo Stato a ratificarla (12 dicembre 1787), entrando a far parte dell'Unione. Fra il 1790 ed il 1800 (cioè fino a quando il governo fu trasferito a Washington) Filadelfia fu anche capitale della nuova nazione statunitense.
Nel 1794 vi ebbero luogo delle violente sollevazioni contro la tassa sul whisky e nel 1799 contro la tassa sulle case.
Nel corso di tutto il XIX secolo la Pennsylvania restò uno dei più importanti Stati dell'Unione ed ebbe un fortissimo sviluppo industriale, specialmente nel settore siderurgico.

Durante la guerra di secessione gran parte degli armamenti delle truppe nordiste proveniva dalla Pennsylvania; relativamente vicina ai territori confederati, nel 1863 fu teatro della battaglia di Gettysburg, forse la più importante di quella guerra. Successivamente, nell'ovest della Pennsylvania nacque l'industria petrolifera statunitense.
A seguito della Grande depressione iniziata nel 1929 Pennsylvania, Ohio, Michigan e altri Stati del Mid-West la cui economia (basata sull'industria pesante) fu duramente colpita dalla crisi furono soprannominati con il termine dispregiativo rust belt (cintura della ruggine); la ripresa dei decenni successivi fu di durata relativamente breve, in quanto a partire dagli anni settanta la stessa zona fu oggetto di un progressivo processo di deindustrializzazione, in cui le industrie manifatturiere si spostarono in altri Stati (specialmente fuori dagli USA); in seguito lo sviluppo dell'industria finanziaria e dei servizi ha rilanciato l'economia della Pennsylvania, ma le aree più legate alla manifattura (o all'estrazione mineraria) sono ancora in gravi difficoltà.
Lo Stato resta comunque tra i più importanti degli U.S.A. (per esempio è al sesto posto tra i cinquanta Stati sia per popolazione che per prodotto interno lordo).

## Società

### Evoluzione demografica
Nel 2000 la popolazione della Pennsylvania era di circa 12 300 000 abitanti (52% donne). Essa è concentrata soprattutto attorno alle due città più importanti dello Stato, Filadelfia (nel sud-est) e Pittsburgh (nel sud-ovest), le cui aree metropolitane raccolgono circa metà della popolazione.
Le altre città sono molto più piccole e le più importanti contano fra 50 000 e 100 000 abitanti; fra esse si segnalano Allentown, Altoona, Bethlehem, Erie, Harrisburg (la capitale), Lancaster, Reading, Scranton, State College, Wilkes-Barre, Williamsport e York.
Dal punto di vista etnico, afro-americani ed ispanici sono numerosi soprattutto nelle grandi città (ed in particolare a Filadelfia), mentre le aree rurali sono largamente popolate da bianchi, spesso discendenti dai primi immigrati (sono frequenti i cognomi di chiare origini tedesche). Fra questi è particolarmente nota la piccola minoranza costituita dai Pennsylvania Dutch, molti dei quali fanno parte delle sette degli amish e dei mennoniti e rifiutano l'uso della tecnologia moderna (ad es. rinunciando all'uso delle automobili o dell'elettricità).
Statistiche
Nel censimento del 2010 la popolazione della Pennsylvania era così divisa:
- Europei – 80,9%
  - Tedeschi – 28,5%
  - Irlandesi – 18,2%
  - Italiani - 12,8%
  - Inglesi – 8,5%
  - Polacchi – 9,2%
  - Francesi – 7,2%
- Africani – 10,8%
- Nativi Americani o dell'Alaska – 1,2%
- Asiatici – 2,7%
- Nativi delle Hawaii e delle isole del Pacifico – 0,9%

### Religione
- Cristiani: 84,9%
  - Protestanti: 52%
    - Battisti: 18%
    - Metodisti: 9,27%
    - Luterani: 8,60%
    - Presbiteriani: 4,56%
    - Altri Protestanti: 7,8%

  - Evangelici: 10%
  - Cattolici: 30,0%
  - Altri Cristiani: 1,06%
- Ebrei: 3,98%
- Altro: 1,54%
- Atei: 16%

## Cultura

### Istruzione
Lo Stato è sede di circa 100 università. Fra le più importanti si segnalano:
- la University of Pennsylvania (UPenn), privata, con sede a Filadelfia, fondata nel 1749 da Benjamin Franklin; essa fa parte della cosiddetta Ivy League (il gruppo delle università più prestigiose)
- la University of Pittsburgh (Pitt), semi-pubblica, con sedi Pittsburgh ed in alcune cittadine, fondata nel 1787
- la Pennsylvania State University (PSU), semi-pubblica, con sede principale a State College e numerose sedi staccate sparse nello Stato; fondata nel 1855, è la più grande delle università della Pennsylvania, contando oltre 80000 studenti
- la Carnegie Mellon University, privata, con sede a Pittsburgh, fondata nel 1900
- la West Chester University, pubblica, con sede a West Chester, istituita nel 1871
- la Temple University, pubblica con sede a Philadelphia
- la Thomas Jefferson University, privata con sede a Philadelphia, precedentemente conosciuta col nome di Università di Philadelphia.

## Economia
Nel 1997 il Prodotto Interno Lordo della Pennsylvania è stato di 383 miliardi di dollari, corrispondenti ad un reddito annuo pro-capite di 29 539 dollari.
L'agricoltura produce latte e latticini, funghi e cereali. Dall'allevamento si produce pollame, bovini e suini. Le industrie principali sono quella siderurgica (in grave crisi), alimentare, chimica ed elettrica. La finanza riveste un ruolo importante nell'economia dello Stato, ed il turismo è moderatamente sviluppato.

### Turismo
La principale attrazione turistica dello Stato è la città di Filadelfia, dove si trovano numerosi luoghi ed oggetti storici legati alla nascita degli Stati Uniti (ad esempio l'Independence Hall, dove fu firmata la Dichiarazione di Indipendenza); anche Valley Forge e Gettysburg sono importanti mete del turismo "storico". Nel resto dello Stato, la principale attrazione è sicuramente costituita dalle ampie foreste che ricoprono gli Appalachi, costellate di piccoli parchi statali. Infine, le comunità dei Pennsylvania Dutch che parlano il tedesco della Pennsylvania e in generale le varie sette religiose (amish, mennoniti ecc.) sono spesso oggetto di un turismo etnografico.

## Geografia antropica

### Suddivisioni amministrative

#### Contee
La Pennsylvania è suddivisa in 67 contee, a loro volta comprendenti 2 563 comuni.

#### Città
I dieci comuni più popolosi dello Stato sono (censimento 2010):
1. Filadelfia, 1 526 006
2. Pittsburgh, 305 704
3. Allentown, 118 032
4. Erie, 101 786
5. Reading, 88 082
6. Upper Darby, 82 795 (area metropolitana di Filadelfia)
7. Scranton, 76 089
8. Bethlehem, 74 982
9. Bensalem, 60 427
10. Lancaster, 59 322

## Infrastrutture e trasporti
La Pennsylvania è dotata di due importanti aeroporti internazionali a Filadelfia (codice PHL) e Pittsburgh (PIT).
Queste due città sono anche importanti porti fluviali, specialmente Filadelfia, che grazie alla navigabilità dell'estuario del Delaware è praticamente un porto oceanico.
Lo Stato è poi attraversato da diverse linee ferroviarie, in particolare dal cosiddetto Corridoio di Nord-Est che collega le principali città della East Coast (Boston, New York, Filadelfia, Baltimora, Washington) e dalla linea che collega la costa a Chicago, passando per Harrisburg e Pittsburgh.
Vi è poi un'estesa rete stradale, che include numerose autostrade, fra cui le più importanti sono la I-95 (che va dal Maine alla Florida seguendo la costa e passando per Filadelfia), la I-76 (Pennsylvania Turnpike, a pedaggio) che collega Filadelfia e Pittsburgh e la I-80 (che va da New York a San Francisco e attraversa tutto il nord della Pennsylvania).
Infine, Filadelfia e la sua area metropolitana sono dotate di un'ampia rete di trasporto locale (SEPTA), che si estende anche nel New Jersey e nel Delaware, e che comprende anche una metropolitana. Anche Pittsburgh è dotata di una metropolitana leggera.

## Amministrazione
Come gli altri stati degli USA, la Pennsylvania ha a suo capo un Governatore. Ci sono poi una Camera dei Rappresentanti di 203 membri e un Senato di 50 membri. Nelle elezioni del 2010, i repubblicani hanno conservato la maggioranza al Senato, e l'hanno ripresa alla Camera, mentre ad oggi, dopo le elezioni generali del 2022, il Partito Democratico detiene la maggioranza alla Camera, mentre il Partito Repubblicano controlla il Senato.
A livello nazionale, dopo molti anni di predominio repubblicano nella rappresentanza al Congresso, nel 2006 i democratici si sono risollevati per ridimensionarsi già nel 2010, quando si è giunti ad avere un senatore ciascuno e 12 rappresentanti della Camera a 7 a favore dei repubblicani.
Sempre ad oggi, la Pennsylvania esprime 2 senatori entrambi democratici, mentre alla Camera dei Rappresentanti figurano 9 democratici e 8 repubblicani. RIspetto invece al Governatore, la Pennsylvania ha dal 2014 sempre scelto un Governatore del Partito Democratico, infatti Tom Corbett è ad oggi l'ultimo repubblicano a servire come Governatore della Pennsylvania.
Nelle sei elezioni presidenziali del 1992, 1996, 2000, 2004, 2008 e 2012 e successivamente del 2020 la Pennsylvania aveva assegnato i suoi voti elettorali al candidato democratico; nel 2016, tuttavia, si è imposto il candidato repubblicano, poi risultato eletto alla presidenza, Donald Trump.
Questa divisione piuttosto equilibrata riflette la generale tendenza della Pennsylvania a non schierarsi secondo una consolidata tradizione con un partito o per l'altro (come accade invece per stati come la California e il Texas), effetto dell'equilibrio fra le aree urbane (fortemente democratiche) e quelle rurali (fortemente repubblicane).

## Sport
Le franchigie della Pennsylvania che partecipano al Big Four (le quattro grandi leghe sportive professionistiche americane) sono:
- Philadelphia Eagles, NFL
- Pittsburgh Steelers, NFL
- Philadelphia Phillies, MLB
- Pittsburgh Pirates, MLB
- Philadelphia 76ers, NBA
- Philadelphia Flyers, NHL
- Pittsburgh Penguins, NHL
- Philadelphia Union, MLS

oltre che in altre leghe con Philadelphia Barrage (MLL) e Philadelphia Wings (NLL).
A South Williamsport, a metà agosto, si svolgono le Little League World Series di baseball. Questo torneo è la più importante manifestazione sportiva giovanile del mondo, infatti, tra le 16 squadre, 8 sono americane e le altre 8 provengono da tutto il globo.